# 68853 Vaimaca
68853 Vaimaca è un asteroide della fascia principale. Scoperto nel 2002, presenta un'orbita caratterizzata da un semiasse maggiore pari a 2,6815719 UA e da un'eccentricità di 0,2383034, inclinata di 12,19895° rispetto all'eclittica.
L'asteroide all'omonimo guerriero Charrúa.